# Steinmetzstraße 23 (Mönchengladbach)

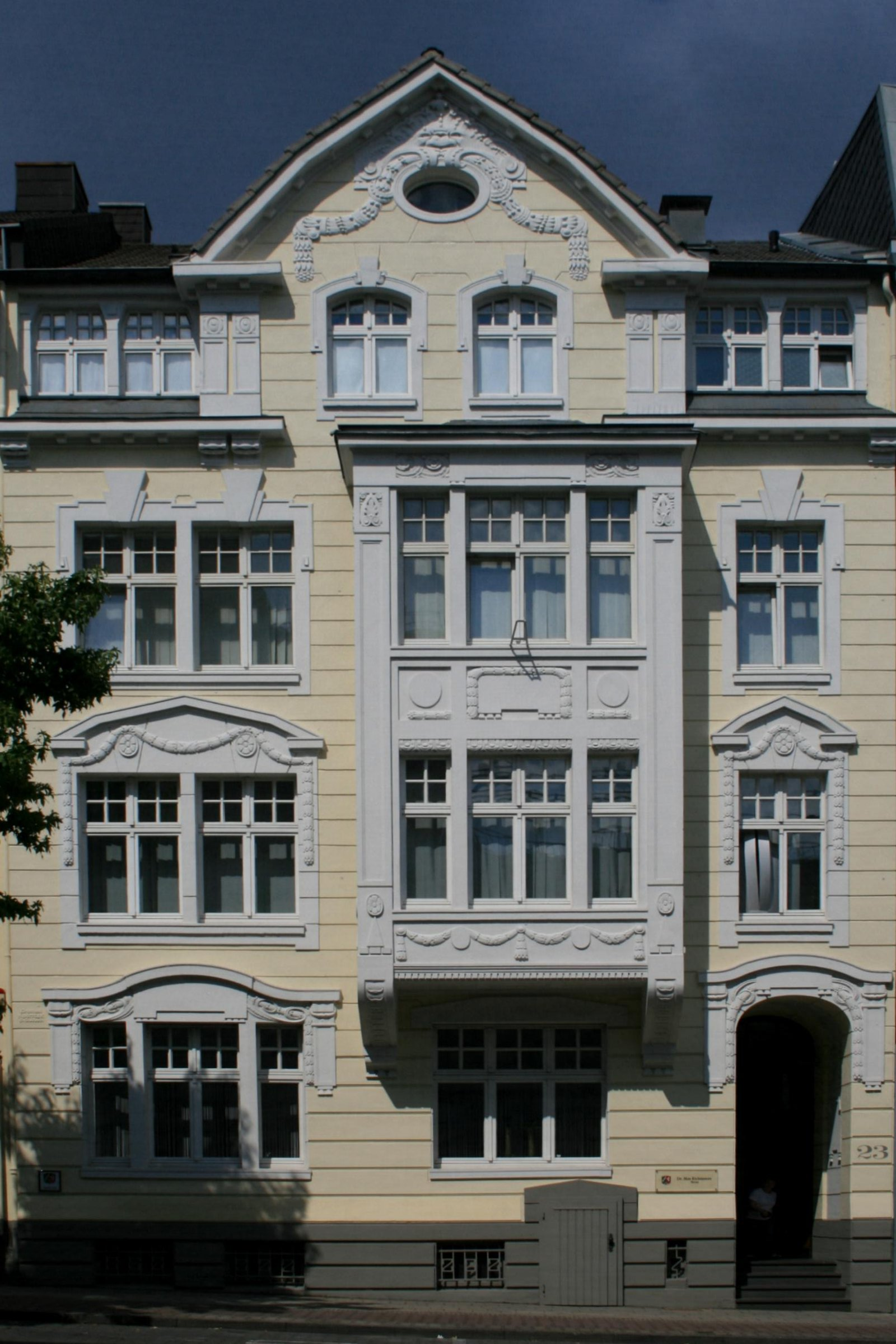
Wohnhaus (2010)

Das Wohnhaus Steinmetzstraße 23 steht in Mönchengladbach (Nordrhein-Westfalen) im Stadtteil Gladbach.
Das Gebäude wurde um die Jahrhundertwende erbaut und unter Nr. St 007 am 14. Oktober 1986 in die Denkmalliste der Stadt Mönchengladbach eingetragen.

## Lage
Die Steinmetzstraße liegt nordöstlich der Altstadt. Das Haus steht auf der nordwestlichen Straßenseite unweit der Einmündung der Kleiststraße und gegenüber dem Einkaufszentrum Minto.

## Architektur
Das Haus Nr. 23 ist ein dreigeschossiger, ziegelgedeckter Bau mit drei Achsen und einem ausgebauten Mansarddach, mit Mittelerker und Zwerchgiebel und stammt aus der Jahrhundertwende.